# Bustul Domnitorului Alexandru Ioan Cuza din Grivița
Bustul Domnitorului Alexandru Ioan Cuza din Grivița este un monument istoric aflat pe teritoriul satului Grivița, comuna Grivița.
Soclul este înalt, din piatră și conceput în stil clasic, așezat pe o bază în trepte, în număr de patru. Pe fața anterioară are scris: „ Lui Cuza Vodă
În amintirea împroprietăririi țăranilor, înălțat-au acest monument sătenii din ținutul Tutova, împreună cu Stroe Belbescu deputatul lor MCMIV”
Lateral are un medalion în bronz reprezentând bustul lui M. Kogălniceanu, iar lateral stânga, un medalion reprezentând bustul lui Costache Negri.
Fața posterioară are scris: „ Turnat în atelierele școlii de arte și meserii din București sub conducerea lui C. Bălăcescu. Bustul este turnat în bronz în atelierele școlii de artă și meserii din București, sub conducerea lui C. Bălăcescu.
Este primul bust făcut lui Cuza Vodă, din țară., dezvelit în 1904